# Переулок Чернышевского
Переу́лок Черныше́вского — улица в центре Москвы в Тверском районе между Селезневской улицей и улицей Достоевского.

## Происхождение названия
Раннее название 2-й Мариинский переулок дано по Мариинской больнице для бедных, построенной на средства Опекунского совета учреждений императрицы Марии Фёдоровны и открытой в 1806 году. В 1922 году переименован в память о писателе и публицисте Николае Гавриловиче Чернышевском (1828—1889) и назывался Чернышевский переулок, в 1968 году название было видоизменено в переулок Чернышевского.

## Описание
Переулок Чернышевского начинается от угла Селезнёвской и Новосущёвской вместе с переулком Достоевского, далее проходит на северо-запад, затем поворачивает направо на северо-восток (налево проезд соединяет переулок с Новосущёвской улицей) и упирается в улицу Достоевского.

## Примечательные здания и сооружения
По нечётной стороне

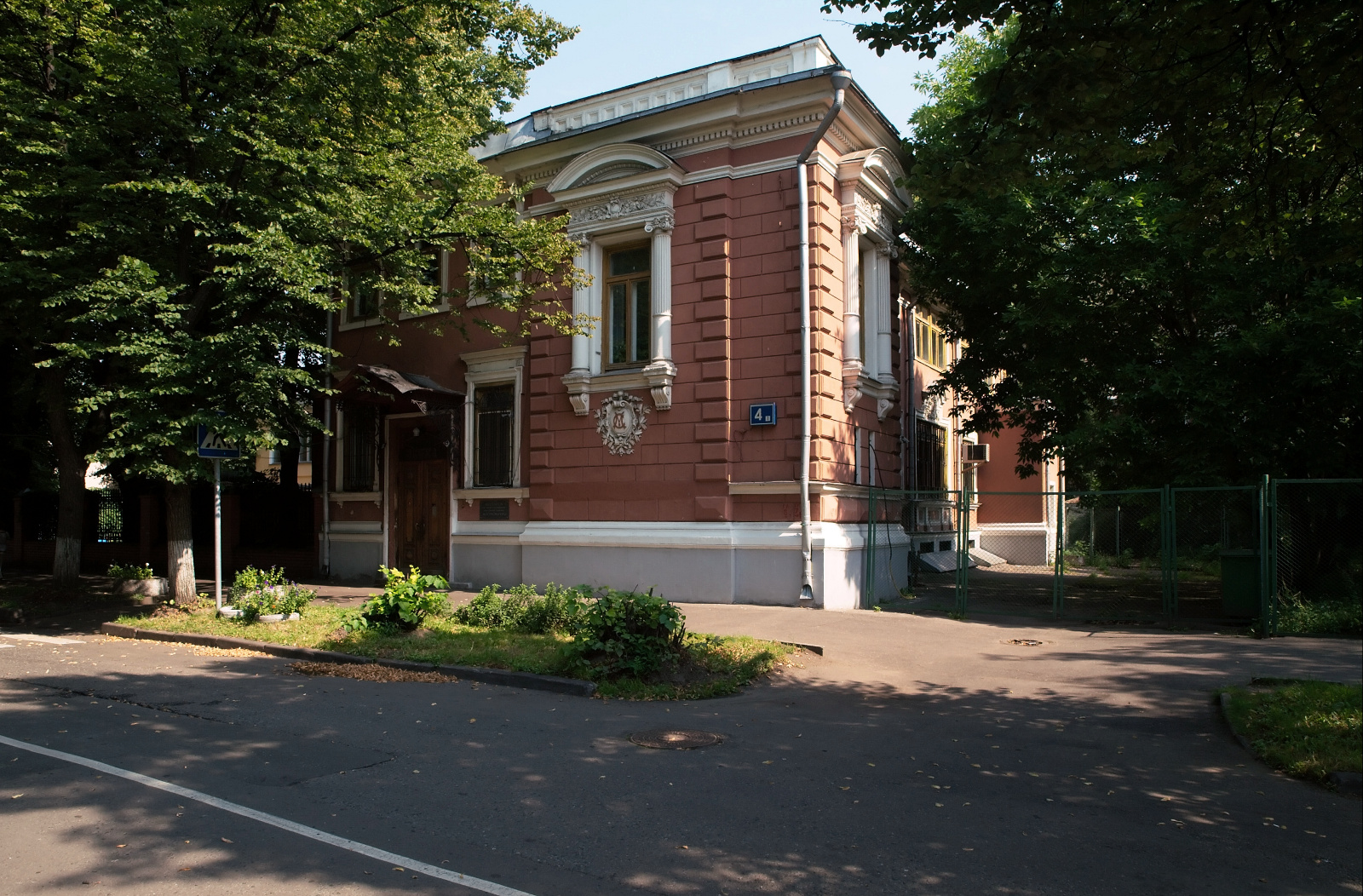
№ 4, корпус 1

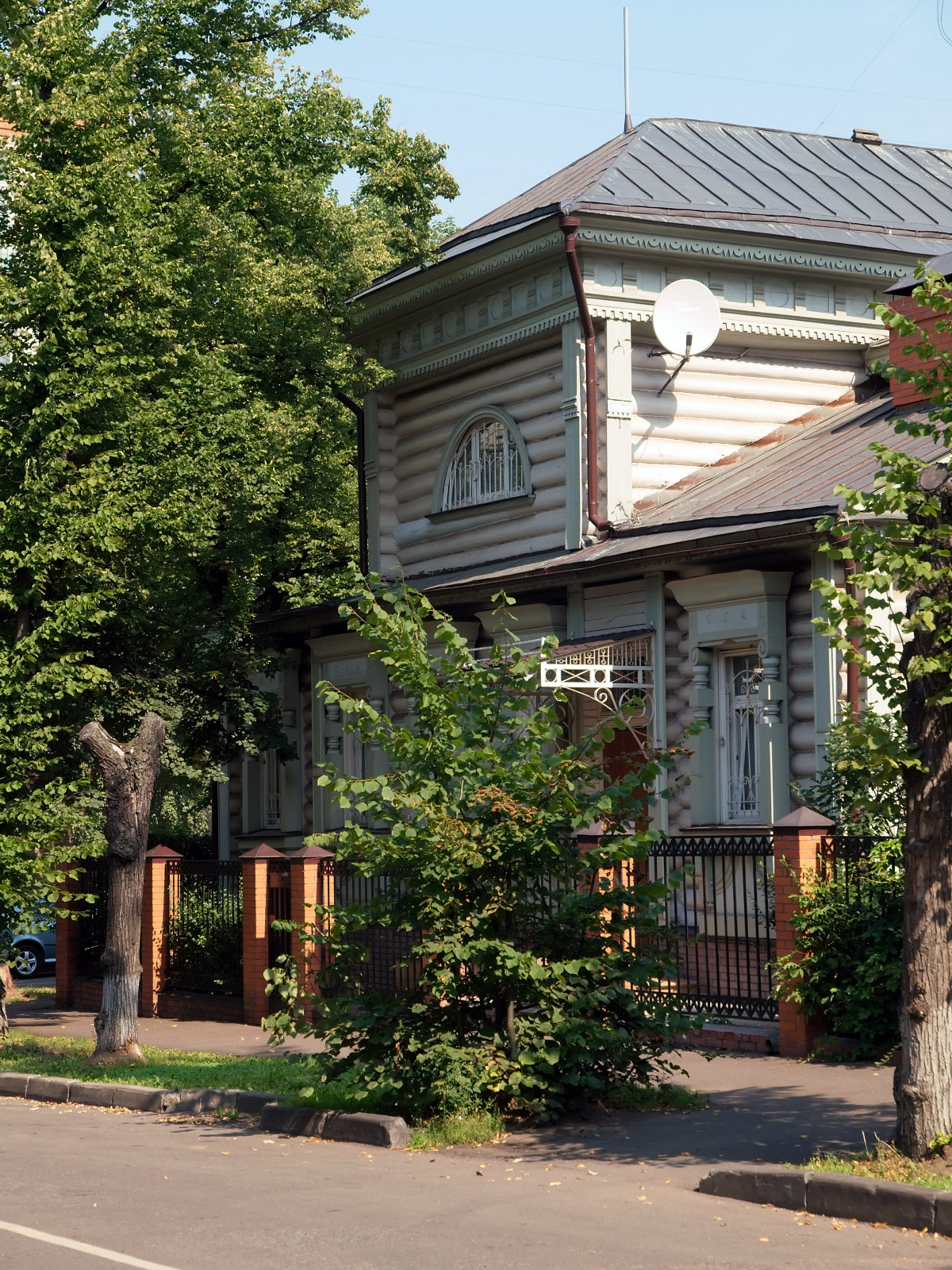
№ 6, корпус 1

- № 1 — культурно-спортивный центр Русское время АНО;
- № 5/1 — Центротехсервис;
- № 5, стр. 1 — издательство «Ладога-100»; Росагроспецмонтаж;
- № 11А — Российский православный институт святого Иоанна Богослова;
- № 15 — Торговое представительство Венгрии.

По чётной стороне
- № 4,  памятник архитектуры (вновь выявленный объект) — ансамбль городской усадьбы К. А. Мейера, 1894, архитектор М. К. Геппенер.
  - № 4, стр. 1, главный дом усадьбы — здание занимают издательство «Унисерв» и Ассоциация делового сотрудничества с зарубежными странами в области сельскохозяйственного производства и перерабатывающих отраслей «Агропромсервис»[1]. Известен также как «дом Новосельцева» в фильме «Служебный роман».
  - № 4, стр. 2 — кирпичное здание 1905 года постройки занимает филиал Московского государственного музея С. А. Есенина.
  - № 4А — детский сад № 1918 (логопедический, для детей с нарушением опорно-двигательного аппарата). 24 ноября 2014 года в здании, в котором проводились строительные работы, случился пожар, вследствие которого произошло обрушение[2].
- № 6, строения 1, 2 —  памятник архитектуры (вновь выявленный объект) деревянные жилые дома Ю. Д. Москатиньева (1894, архитектор Н. Д. Морозов). Здесь снимали фильм «Подросток»[3]:
- № 8 — особняк М. К. Геппенера 1894, архитектор М. К. Геппенер.